# Madison Davenport
Madison Danielle Davenport (San Antonio, 22 novembre 1996) è un'attrice statunitense, nota per aver prestato voce al personaggio di Pennina nel film d'animazione La gang del bosco ed essere entrata a far parte del cast del film Kit Kittredge: An American Girl, interpretando la miglior amica della protagonista Kit, Ruthie Smithens.

## Biografia
Madison Davenport è nata il 22 novembre del 1996 a San Antonio, in Texas da genitori entrambi statunitensi; Madison ha un fratello più piccolo di lei, Gage Davenport, anche lui attore, nato il 10 marzo 2001. Attualmente Madison risiede con la famiglia a Los Angeles.

### Primi anni e ruoli minori (2003-2006)
Madison Davenport è nata a San Antonio, in Texas. Iniziò ad esibirsi in opere teatrali dall'età di cinque anni, fino a che la sua famiglia non si trasferì a Los Angeles, dove Madison fece i primi passi verso la carriera di attrice. Iniziò a comparire in spot pubblicitari di compagnie quali Kodak e Comcast. La sua carriera da attrice inizia con un ruolo minore nel 2005 nel film Conversazione con altre donne; poco dopo è apparsa nelle serie televisive Numb3rs, Close to Home - Giustizia ad ogni costo, CSI: NY e Hot Properties.
Nel 2006 Davenport presta voce in La gang del bosco a Quillo, uno dei personaggi del film, e successivamente acquista un ruolo maggiore nella serie televisiva Bones interpretando Megan, una ragazza che aiuta le protagoniste in tante quanto pericolose loro avventure; l'anno successivo, nel 2006 recita come una delle protagoniste nel film While the Children Sleep e nella serie animata televisiva Legion of Super Heroes.

### Carriera da doppiatrice eThe Possession(2008-2012)
Nel 2008 riprende di nuovo il ruolo di doppiatrice prestando voce a due protagoniste della serie animata per bambini Agente Speciale Oso; due anni dopo viene invitata a far parte dei cast di diversi film e serie TV, tra cui La forza del perdono (Amish Grace) e Jack and the Beanstalk; inoltre in Parasomnia recita il ruolo della protagonista da piccola.
Nel 2011 partecipa all' ottava stagione episodio sette, della serie Dr. House - Medical Division e alla seconda stagione di Shameless. A partire dal 2012 inizia a rivestire ruoli più in rilievo nella sua carriera da attrice: nel film The Possession interpreta Hannah, la figlia maggiore della coppia protagonista.

### Noahe altri progetti (2013-presente)
Dal 2013 è impegnata nelle riprese della serie televisiva Dal tramonto all'alba - La serie, in cui veste i panni di Kate Fuller, una dei cinque personaggi principali Nel 2014 Madison recita nel film drammatico a sfondo biblico Noah, con Russell Crowe, Jennifer Connelly ed Emma Watson, interpretando Na'el, una ragazza trovata in una fossa di cadaveri dal figlio di Noè, Cam (Logan Lerman), che si innamora di lei ma che poi morirà in modo tragico durante la partenza dell'arca.

## Filmografia

### Cinema
- Parasomnia, regia di William Malone (2008)
- Jack and the Beanstalk, regia di Gary J. Tunnicliffe (2010)
- The Possession, regia di Ole Bornedal (2012)
- Noah, regia di Darren Aronofsky (2014)
- Le sorelle perfette (Sisters), regia di Jason Moore (2015)
- It's What's Inside, regia di Greg Jardin (2024)

### Televisione
- Numb3rs – serie TV, episodio 2x02 (2005)
- Close to Home - Giustizia ad ogni costo – serie TV, episodio 1x01 (2005)
- CSI: NY – serie TV, episodio 2x09 (2005)
- Bones – serie TV, episodio 2x07 (2005)
- La forza del perdono (Amish Grace), regia di Gregg Champion – film TV (2010)
- Dad's Home – film TV (2010)
- Shameless – serie TV, 9 episodi (2011-2012)
- Dr. House - Medical Division (House, M.D.) – serie TV, episodio 8x07 (2011)
- Save Me – serie TV, 8 episodi (2013)
- Criminal Minds - serie TV, episodio 5x09 (2013)
- Dal tramonto all'alba - La serie (From Dusk Till Dawn: The Series) – serie TV, 30 episodi (2014-2016)
- Sharp Objects – miniserie TV, 2 puntate (2018)
- Black mirror - serie TV, episodio 5x03 (2019)

### Doppiatrice
- La gang del bosco, regia di Tim Johnson e Karey Kirkpatrick (2006)
- L'avventura di Hammy con il boomerang (Hammy's Boomerang Adventure), regia di Will Finn (2006)
- Ortone e il mondo dei Chi, regia di Jimmy Hayward e Steve Martino (2008)
- Agente Speciale Oso – serie TV, 2 episodi (2009)

## Doppiatrici italiane
Nelle versioni in italiano delle opere in cui ha recitato, Madison Davenport è stata doppiata da:
- Giulia Tarquini in The Possession
- Rossa Caputo in Noah
- Erica Necci ne Le sorelle perfette
- Lucrezia Marricchi in Shameless[1]
- Francesca Rinaldi in Dal tramonto all'alba - La serie[2]
- Valentina Favazza in Sharp Objects[3]

Da doppiatrice è sostituita da:
- Angelica Bolognesi ne La gang del bosco, L'avventura di Hammy con il boomerang

## Premi

### Emmy Award
Nomination
- 2008 - Miglior Attrice in un film animato per Christmas Is Here Again

### Young Artist Award
Vinti
- 2009 - Miglior attrice in un film d'azione per Kit Kittredge: An American Girl